# Laura Domínguez
Laura Mariela Domínguez del Cerro (Buenos Aires, Argentina, 1974) es una actriz española.

## Biografía
Pasó la mayor parte de su infancia en Las Palmas de Gran Canaria, desde donde se trasladó a Madrid a los diecinueve años para cursar sus estudios de interpretación textual en la Real Escuela Superior de Arte Dramático de Madrid. Tras licenciarse hizo su primera aparición televisiva en Hermanas, tras la cual llegarían los trabajos de series en las que tendría personajes fijos como El comisario, Los Hombres de Paco, La Señora o Amar es para siempre, más recientemente. Ha participado en películas como Los lunes al sol de Fernando León de Aranoa. Es amiga de la actriz Michelle Jenner

## Filmografía

### Televisión
- Encuentros, reparto. TV movie (1997)
- Hermanas, un episodio: La hermana se nos casa (1998)
- Dime que me quieres, reparto. TV movie (1998)
- 7 vidas, como Julia Prieto (2002)
- El comisario, como Cristina "Tina" Mariño (1999-2002; 2005)
- Al filo de la ley, un episodio: Un gran equipo (2005)
- Teletipos, varios personajes (2006)
- Buenas noches, Laura, reparto. TV movie (2006)
- Génesis, en la mente del asesino, un episodio: Causa desconocida, como Lidia (2007)
- Los hombres de Paco, como Eva Escobar (2007-2008)
- La Señora, como Catalina de Castro y de la Fuente (2008)
- Hay alguien ahí, personaje episódico (2010)
- La fuga, como Greta Secher (2012)
- Gran Hotel, como Clara Cisneros "La Rubia" (2013)
- Los misterios de Laura, como Ainara, dos episodios: Laura y el misterio número 17 (partes I y II) (2014)
- Amar es para siempre, como Encarnación "Encarna" Lapiedra (2014-2015)
- La catedral del mar, como Joana (2018)
- Servir y proteger, como Marina Lafuente (2018)
- La Moderna, (2023-)

### Largometrajes
- Gente pez, como Esther. Dir. Jorge Iglesias (2001)
- Los lunes al sol, como Ángela. Dir. Fernando León de Aranoa (2002)
- Catarsis, como Esther. Dir. Ángel Fernández Santos (2004)
- Hot Milk, como Washaba. Dir. Ricardo Bofill (2005)
- Mataharis, reparto. Iciar Bollaín (2007)
- Vidas pequeñas, como Cristina. Dir. Enrique Gabriel (2010)

### Cortometrajes
- Brindis, reparto. Dir. Masha Gabriel (2001)
- Adiós, reparto. Dir. Ignacio Gutiérrez-Solana (2005)
- Y que cumplas muchos más, como Clara Mendiola. Dir. David Alcalde (2007)
- Cuernos, reparto. Dir. Beatriz Castro(2012)
- Ejecución, reparto. Dir. David Ilundain (2012)
- Superhéroes (Vol. 1,2 y 3), como Ana. Dir. Daniel Vázquez (2015)

### Teatro
- Las Bacantes. Dir. Rosa García Rodero (1996)
- El son que nos tocan. Dir. Juan Margalló (1996)
- ¿Otra vez, Fedra?. Dir. Manuel Cárdenas (1997)
- Bailando en Lughnasa. Dir. Juan Pastor (1998)
- Más allá del jardín. Dir. Juanjo Granda. Lectura dirigida (1999)
- Obligados y ofendidos. Dir. Juanjo Granda (2000)
- La dama duende. Dir. José Luis Alonso de Santos (2002)
- Continuidad en los parques. Dir. Jaime Pujol (2004-2005)
- Silencio, vivimos. Dir. Josep María Mestres (2008)
- La venganza de Don Mendo. Dir. Paco Mir (2010-2011)
- Carrie no asistirá. Dir. Nacho López. Microteatro (2011)
- No la toques otra vez, Sam, de Nacho López. Dir. Enrique Asenjo y Nacho López. Microteatro (2013)
- La Vida Resuelta. Dir. Juan Pedro Campoy (2013-2014)

### Publicidad
- Flora (mantequilla), junto a Manu Baqueiro (Antena 3, publicidad de Amar es para siempre) (2015)

## Premios y nominaciones
- Nominada al premio a Mejor Actriz por su papel de Clara Mendiola en Y que cumplas muchos más en el Philadelphia Terror Film Festival (2007)
- Mención especial del jurado a Mejor Actriz por su papel de Clara Mendiola en Y que cumplas muchos más en el NYC Picturestart Film Festival (2007)
- Premio a Mejor Actriz por su papel de Clara Mendiola en Y que cumplas muchos más en el European Independent Film Festival Paris (2007)